# Kafr Nasidż
Kafr Nasidż (arab. كفر ناسج) – miejscowość w Syrii, w muhafazie Dara. W 2004 roku liczyła 2381 mieszkańców.